# Okrug Saare
Okrug Saare (est. Saare maakond, lat. Osilia ili Oesel) ili kraće Saare jedan je od 15 estonskih okruga. Okrug se nalazi na zapadu zemlje i obuhvaća najveći estonski otok Saaremaa i neke manje otoke u blizini (Muhu, Ruhnu, Abruka, Vilsandi).
U okrugu živi 34.723 ljudi što čini 2,6% ukupnog stanovništva Estonije (siječanj 2009.)
Glavni grad okruga je Kuressaare u istoimenoj urbanoj općini. Postoji još 15 ruralnih općina.
Na području ovoga okruga u 13. stoljeću živio je stari narod Saarlased.
Nacionalni park Vilsandi je osnovan na teritoriju ovoga okruga.

## Vanjske poveznice
- Službene stranice okruga – (na estonskom)